# Ioana Rostoș
Ioana Rostoș (pseudonim literar Jane Rostos, n. 19 noiembrie 1978, Suceava, Județul Suceava, Republica Socialistă România) este o scriitoare, traducătoare, publicistă precum și academiciană română.

## Studii
A urmat cursurile Facultății de Litere a Universității „Al. I. Cuza” Iași, specializarea Limba și Literatura engleză – Limba și Literatura germană, obținând diploma de licență în filologie în anul 2001. Cu teza Czernowitzer Morgenblatt (1918-1940). Eine Monografie, susținută în anul 2008 la aceeași universitate, sub conducerea științifică a profesorului Andrei Corbea-Hoișie, primește diploma de doctor în filologie.

## Carieră universitară
Începând cu 1 octombrie 2001, Ioana Rostoș ocupă un post de preparator la Catedra de limbi germanice a Facultății de Litere și Științe ale Comunicării din Universitatea „Ștefan cel Mare” Suceava. Devine asistent universitar în anul 2003, apoi, la 1 octombrie 2006, lector universitar în cadrul Departamentului de Limbi și Literaturi Străine al aceleiași facultăți, având competențe în domeniile: limba germană contemporană, istoria literaturii germane, germanistică, redactare, frazeologie contrastivă și traductologie.

## Activitate literară și publicistică
Începând cu data de 29 martie 2003, când publică o primă notă de lectură, Ioana Rostoș va desfășura o activitate intensă de colaborare, aproape săptămânală, publicând astfel de note, dezvoltându-și mai apoi stilul personal și printr-o serie de foiletoane, publicate în același ziar, precum Suceava necunoscută, Suceava pierdută  sau amplul foileton Solca. Poveste dintr-o lume care nu mai e, tradus de autoare în limbile engleză: Solka: An Unlikely Story From A Place That Isn’t What It Used To Be  și germană: Geschichte aus einer Welt, die es nicht mehr gibt. Solka in der Bukowina ș. a. Se remarcă și postfața Ein später Dank an Herman Abraham S.A., scrisă de Ioana Rostoș pentru volumul Herman Konradowitsch Abraham, Unter rotem Nordlicht. Aus dem rumänischen Gura Humora im sowjetischen Polarzonen-Gulag Workuta verbannt und ein aktiver Lebensabend in Israel 1924–2012. Jüdische Schicksale im 20. Jahrhundert, editat de Erhard Roy Wiehn.
Dintre volumele științifice publicate sunt recunoscute și apreciate următoarele: Die deutsche Romantik. Eine Anthologie, Suceava, Editura Universității, 2003, 190 p., ISBN 973-666-008-7; Biedermeier und Vormärz. Eine Anthologie, Suceava, Editura Universității, 2003, 338 p., ISBN 973-666-031-1; Sturm und Drang. Eine Anthologie, Suceava, Editura Universității, 2004, 160 p., ISBN 973-666-197-5; Persuasive Techniken in Versandhauskatalogen, Suceava, Editura Universității, 2005, 126 p., ISBN 973-666-151-2; Alfred Margul-Sperber als Mitarbeiter am Czernowitzer Morgenblatt, Suceava, Editura Universității, 2006, 130 p., ISBN 10: 973-666-224-1; ISBN 13: 978-973-666-224-9 (volum distins cu premiul Fundației Culturale a Bucovinei pentru „Istoria culturii în limba germană”, ediția a XIII-a, 2007) și Czernowitzer Morgenblatt. Eine Monografie, Editura Universității, Suceava, 2008, 474 p., ISBN 978-973-666-272-0.
Deosebit de importantă în formarea sa științifică și profesională este și activitate de traducător dezvoltată, încă din anii studenției, prin publicarea volumului Falko Blask, Michael Fuchs-Gamböck, Techno. O generație în extaz, traducere de Ioana Rostoș, Editura Polirom, Iași, 1998, 180 p., ISBN 973-683-212-0, iar mai trziu Ioana Rostoș a mai tradus din limba germană și interviul Stefan Sienerth în dialog cu Edgar Hilsenrath. Scriind de-a lungul liniilor vieții, publicat în Caiete critice, revistă editată de Fundația Națională pentru Știință și Artă, nr. 8-9 (250-251) / 2008, p. 15-22, ISSN 1220-6350; Sylvester Jarytschewskyj / Cильвестр Яричевський / Sylvester Jarytschewskyj, Ein Dichter der Liebe und des Protestes / Поет любовi i протесту / Un poet al iubirii și al protestului, traducere în limba română de Ioana Rostoș, traducere în limbile ucraineană și germană de Petro Ryhlo, Editura Ruta / Рута / Ruta, Czernowitz / Чернівці / Cernăuți, 2009, 88 p., ISBN 978-966-423-028-2; Victor Prelicz, Geschichte der Stadt Sereth und ihre Alterthümer * Istoria orașului Siret și antichitățile sale, ediție îngrijită de Bogdan Petru Niculică, traducere de Ioana Rostoș, Editura Tipo Moldova, Iași, 2011, 132 p., ISBN 978-973-168-469-7 ; Ioan Holender, Spuse, trăite, dorite. Amintiri, ediție îngrijită de Gabriel Kohn, postfață de Cornel Ungureanu, traducere de Ioana Rostoș, Editura Universității „Alexandru Ioan Cuza”, Iași, 2011, 288 p., ISBN 978-973-640-653-9; Armin Heinen, România, Holocaustul și logica violenței, prefață de Alexandru-Florin Platon, traducere de Ioana Rostoș, Editura Universității „Alexandru Ioan Cuza”, Iași, 2011, 237 p., ISBN 978-973-640-646-1 și Simon Geisbuhler, Iulie Însângerat. România și Holocaustul din vara lui 1941, Prefață de Alexandru Floria, Cuvânt-înainte de Petru Webwr, Institutul Național pentru Studierea Holocaustului din România "Elie Wiesel", Curtea Veche, București, 2015.
Ca scriitoare, Ioana Rostoș a început prin publicarea unor foiletoane în presa cotidiană locală și a continuat cu un prim roman, intitulat IQ, Editura Universitas XXI, Iași, 2009, 434 p., ISBN 978-606-538-001-1, din care câteva fragmente, în traducerea autoarei, au apărut și în Der literarische Zaunkönig. Zeitschrift der Erika Mitterer Gesellschaft, nr. 3/2010, Viena, p. 58-60 și în revista literară online a Colegiului Național „Petru Rareș” din Suceava, The Electronic Tangerine, ISSN 2067-7863. Al doilea roman, La(u)ra, Editura Sedcom Libris, Iași, 2012, 317 p., ISBN 978-973-670-456-7, având, ca și primul, succes și în străinătate, a determinat publicarea unui fragment pe site-ul Societății „Erika Mitterer” din Viena, precum și în țară. Ultimul roman publicat se intitulează neOFICIAL, fiind apărut la Editura Sedcom Libris, Iași, 2015, 312 p., ISBN 978-973-670-528-1.
Ioana Rostoș este membră a mai multor societăți științifice naționale și străine: Societatea Germaniștilor din România (Gesellschaft der Germanisten Rumäniens), din data de 01.05.2011; IFNIG (Internationales Forschungs- und Nachwuchsnetzwerk für interkulturelle Germanistik / Rețeaua internațională de cercetare și dezvoltare pentru germanistica interculturală) de pe lângă Centrul de competență în lingvistică interculturală și germanistică de la Institutul de Germanistică al Universității Pannonice din Veszprem, Ungaria, din data de 05.09.2008; Societatea „Erika Mitterer” cu sediul în Viena, Austria (Erika Mitterer Gesellschaft), din data de 07.02.2008.
De-a lungul timpului, după obținerea unei burse de studiu „Open Door” la liceul Santo High School din orașul Santo, statul TX, SUA (1996-1997) și a unei burse „DAAD” la Universitatea din Konstanz, Germania (1999-2000), Ioana Rostoș a efectuat și o serie de stagii de cercetare și de documentare la Arhivele Statului din Cernăuți, Ucraina, la Universitatea din Augsburg și la Institutul „Bukowina” din Augsburg, Germania.